# Tygarrup nepalensis
Tygarrup nepalensis är en mångfotingart som beskrevs av Wataru Shinohara 1965. Tygarrup nepalensis ingår i släktet Tygarrup och familjen storhuvudjordkrypare.
Artens utbredningsområde är Nepal. Inga underarter finns listade i Catalogue of Life.